# Stylidium ensatum
Stylidium ensatum är en tvåhjärtbladig växtart som beskrevs av Anthony R. Bean. Stylidium ensatum ingår i släktet Stylidium och familjen Stylidiaceae. Inga underarter finns listade i Catalogue of Life.